# Jérôme d'Ambrosio
Jérôme d'Ambrosio, född 27 december 1985 i Etterbeek, är en före detta professionell belgisk racerförare och nuvarande stallchef för Venturi Racing i Formel E

## Racingkarriär

### Go Karts
D'Ambrosio började sin karriär inom karting 1999. År 2002 var han trefaldig belgisk mästare efter att ha vunnit Miniklassen 1999, Juniorklassen 2000 och Formel A 2002. Vid sidan av nationella framgångar vann han den hyllade Junior Monaco Kart Cup 2000.

### Formel Renault
D’Ambrosio tog tävlingslicens till ensitsig tävling 2003 och fick omedelbar framgång genom att vinna det belgiska Formel Renault-mästerskapet med fem segrar, körande för Thierry Boutsen Racing. Han tävlade också i den tyskbaserade Formula König-serien där han slutade fyra i ställningen.
För 2004 fick D’Ambrosio en plats på det prestigefyllda Renault F1 Driver Development Program och flyttade in i den franska Formel Renault 2.0-serien där han slutade fyra i förarmästerskapet som den högst placerade rookie. Han tävlade även i sju lopp i Formel Renault 2.0 Eurocup.
2005 bytte han till italienska Formel Renault och slutade trea i mästerskapets vinterserie och fyra totalt under grundserien, med tre vinster och sex pallplatser över båda. Han startade också sex lopp i Eurocupen och tog två pallplatser.
D’Ambrosio tog tävlingslicens till den högsta kategorin i Formel Renault 2006, tävlade i 3.5-serien för Tech 1 Racing men lämnade mästerskapet efter sju lopp.

### GP2
D'Ambrosio gick med i Formel 1 matarmästerskapet, GP2-serien, 2008 och tävlade även i den nyskapade GP2 Asia Series, båda för DAMS-teamet. Han slutade 11:a i båda mästerskapen, med två pallplatser i varje serie.
Han utökade sin relation med DAMS 2009 och slutade som vice mästare i GP2 Asia Series 2008-09 med fyra pallplatser. D’Ambrosio startade 2009 GP2-serien bra och tog tre pallplatser i de fyra första loppen och slutade nionde i slutställningen.
2010 upplevde D’Ambrosio en utbrytning-säsong med DAMS och säkrade sin första seger i mästerskapet i Monaco. Han tog senare sin första serie pole position vid sitt hemmaevenemang på Circuit de Spa-Francorchamps men bröt loppet när han ledde. Han tog ytterligare en pallplats på Monza och slutade 12:a i ställningen.

### Formel 1

#### 2010
I januari 2010 utsågs D’Ambrosio till reservföraren i Renault F1-teamet efter att ha gått med i stallets unga förarprogram.
Senare under året, den 16 september, tillkännagavs det att D’Ambrosio skulle göra sin Formel 1-tävlingshelgsdebut, och göra fyra träningsframträdanden med Virgin Racing i Singapore, Japanska, Koreanska och Brasilianska Grands Prix. Han placerade sig på 21:a plats i sitt första FP1-framträdande på Marina Bay Street Circuit, och slutade två tiondelar efter erfarne lagkamraten Timo Glock.

#### 2011
Den 21 december 2010 tillkännagavs det officiellt att D'Ambrosio skulle tävla för Virgin Racing i Formel 1-världsmästerskapet 2011, ersätta Lucas di Grassi och samarbeta med Glock.
I Virgingaraget var D'Ambrosio känd som "Custard", med ordet klistrat på sin cockpit när han började testa för säsongen 2011 i Valencia. Ambrosia är ett välkänt brittiskt märke av vaniljsås och rispudding.
D’Ambrosio körde den i stort sett icke konkurrenskraftiga Virgin MVR-02 och fullföljde 16 av säsongens 19 tävlingar och bröt från Malaysia, Italien och Abu Dhabis Grand Prix på grund av problem med hans elektronik, växellåda och bromsar. D’Ambrosio blev den första belgiska föraren att tävla i Belgiens Grand Prix sedan Thierry Boutsen 1993 och slutade på 17:e plats och slog lagkamraten Glock.
Han slutade säsongen 24:a i förarmästerskapet med en bäst av två 14:e placeringar i Australien och Kanada. Trots att han slog Glock ersattes D'Ambrosio av Charles Pic för säsongen 2012.

#### 2012
Den 24 januari 2012 utsågs D’Ambrosio till den officiella reservföraren för Lotus F1 för säsongen 2012, och stödde heltidsförarna Kimi Räikkönen och Romain Grosjean. Under hela säsongen gjorde han medkommentarsarbete för Sky Sports F1 för träningspass i Formel 1, GP2 och GP3-lopp, och kommenterade även för den belgiska fransktalande kanalen RTBF.
D'Ambrosio ersatte Romain Grosjean vid Italiens Grand Prix 2012 för att göra sin debut för Lotus efter att fransmannen fick ett avstängning i ett lopp för att ha orsakat en kollision med flera bilar vid föregående omgång i Belgien. Han kvalificerade sig som 16:e för loppet och startade på 15:e plats på grund av en 10-placerad positionsstraff för Pastor Maldonado. D’Ambrosio slutade på 13:e plats och på ledningsvarvet, 76 sekunder efter vinnaren Lewis Hamilton.